# هارولد فورث
هارولد فورث (بالإنجليزية: Harold Furth)‏ (و. 1930 – 2002 م) هو فيزيائي، وعالم فلك، وأستاذ جامعي من الولايات المتحدة الأمريكية .
وكان عضواً في الأكاديمية الوطنية للعلوم، والأكاديمية الأمريكية للفنون والعلوم .

## التعليم
تعلم في جامعة هارفارد

## مناصب وهيئات
أدار جامعة برنستون.

## جوائز
حصل على جوائز منها:
- جائزة جيمس كلارك ماكسويل في فيزياء الهيولى [الإنجليزية]‏ (1983).